# Ti druzí
Ti druzí (anglicky The Others) je koprodukční hororový film z roku 2001. Režisérem filmu je Alejandro Amenábar. Hlavní role ve filmu ztvárnili Nicole Kidman, Alakina Mann, James Bentley, Fionnula Flanagan a Eric Sykes.

## Ocenění
Nicole Kidman byla za svou roli v tomto filmu nominována na Zlatý glóbus a cenu BAFTA. Alejandro Amenábar získal nominaci na cenu BAFTA v kategorii nejlepší scénář.

## Obsazení
| Nicole Kidman         | Grace Stewart    |
| Alakina Mann          | Anne Stewart     |
| James Bentley         | Nicholas Stewart |
| Fionnula Flanagan     | Bertha Mills     |
| Eric Sykes            | Edmund Tuttle    |
| Elaine Cassidy        | Lydia            |
| Christopher Eccleston | Charles Stewart  |
| Alexander Vince       | Victor Marlish   |